# تیاگون
تیاگون (به لاتین: Tyagun) یک منطقهٔ مسکونی در روسیه است که در سرزمین آلتای واقع شده‌است.